# Iris hartwegii
Iris hartwegii är en irisväxtart som beskrevs av John Gilbert Baker. Iris hartwegii ingår i släktet irisar, och familjen irisväxter.
Artens utbredningsområde är Kalifornien. Inga underarter finns listade i Catalogue of Life.